# 673014 Kósakissattila
673014 Kósakissattila è un asteroide della fascia principale. Scoperto nel 2014, presenta un'orbita caratterizzata da un semiasse maggiore pari a 1,9444616 au e da un'eccentricità di 0,0759241, inclinata di 23,37582° rispetto all'eclittica.
L'asteroide era stato inizialmente battezzato 673014 Kosakissattila per poi essere corretto nella denominazione attuale.
L'asteroide è dedicato al meteorologo ungherese Attila Kósa-Kiss.